# Орхидеи
Орхидеи или Салепови (Orchidaceae) е най-голямото семейство покритосеменни растения, с описани 750 рода, около 25 000 природни вида и близо 500 000 хибрид, създадени по естествен и изкуствен път. Цветовете са неправилни , с изключително богато разнообразие на цветове и форми.
Името им идва от гръцката дума orkhis (όρχις), означаваща „тестис“, заради формата на грудките при растенията от род Orchis. Думата за първи път е използвана от считания за баща на ботаниката древногръцки учен Теофраст (372/371 – 287/286 пр.н.е.), в книгата му „Естествена история на растенията“. 

## Класификация
Семейство Орхидеи
- Подсемейство Apostasioideae
- Подсемейство Cypripedioideae
- Подсемейство Epidendroideae
- Подсемейство Orchidoideae
- Подсемейство Vanilloideae

## Разпространение
Орхидеите са разпространени в хабитатите в цял свят, с изключение на пустините и Антарктика. Преобладаващата част от тях се среща в тропическите региони, най-вече Азия, Южна и Централна Америка. Орхидеи са откривани и отвъд антарктическия кръг, в южна Патагония. 
Най-общо, тяхното разпростанение е следното:
- Евразия: 40 – 60 рода
- Северна Америка: 20 – 30 рода
- тропическа Америка: 250 – 270 рода
- тропическа Африка: 230 – 270 рода
- тропическа Азия: 250 – 300 рода
- Океания: 50 – 70 рода

В България естествено разпространени са 26 рода с около 68 вида. От тях 24 вида са защитени от Закона за биологичното разнообразие.   Повечето от тях са терестрийни - растат в почва. Най-широко са представени родовете Салеп (Orchis) – 17 вида; Дремник (Epipactis) – 10 и Дланокоренник (Dactylorhiza) – 8 вида. 

## Хранене
В зависимост от начина на добиване на хранителни вещества, орхидеите могат да се групират в следните категории:
- Мнозинството видове са многогодишни епифити; намират се в тропически влажни широколистни гори, в субтропици и планински региони. Прикрепят се към други растения най-вече дървета, понякога и храсти. Въпреки това не са паразити. Получават хранителни вещества от въздуха.
- Част от орхидеите са литофити, подобни на епифитите, но прикрепящи се към скали или много твърда почва. Те получават хранителни вещества от атмосферата, дъждовна вода, гнила шума, хумус и дори мъртви тъкани от самите тях.
- Други са почвени растения, получаващи от почвата нужните им хранителни вещества. Тази група орхидеи е основно разпространена в умерения климатичен пояс. Известни са още като земни орхидеи или терестрийни.
- В Австралия са описани и подземно растящи орхидеи като Rhizanthella gardneri
- Някои орхидеи не съдържат хлорофил и са мико-хетеротрофи, напълно зависими от гъбички в почвата, които се хранят с гниещи части от растението (обикновено окапали листа). Орхидеите имат различни подземни органи - месести корени, коренища и коренови грудки. В клетките на кората на ОРХИДЕИ /ORCHIDACEAE/тези органи се развиват еднофитни гъби, които живеят в симбиоза с растенията. Стъблата на орхидеите са твърде различни при отделните видове-изправени, дълги, стелещи се, виещи се и силно скъсени. Много орхидеи образуват надебелени стъбла и надебелени части на стъбла, в които се натрупва резервна вода за прекарване на неблагоприятния период. Тези надебелени части се наричат псевдолуковици или въздушни грудки или туберидии. Листата на орхидеите са прости, с различна форма, разположени последователно или по няколко в снопчетата на върха на туберидиите или в прикоренови розетки. Цветовете са разположени поединично или в съцветия. Те са много разнообразни по размери, форма, багри и съчетание на багрите.

## Родове
За пълен списък на родовете вижте Родове орхидеи. По-известните сред тях са:
- Aa
- Abdominea
- Acampe
- Acanthephippium
- Aceratorchis
- Acianthus
- Acineta
- Acrorchis
- Ada
- Aerangis
- Aeranthes
- Aerides
- Aganisia
- Agrostophyllum
- Amitostigma
- Anacamptis
- Ancistrochilus
- Angraecum
- Anguloa
- Ansellia
- Aorchis
- Aplectrum
- Arethusa
- Armodorum
- Ascocenda
- Ascocentrum
- Ascoglossum
- Australorchis
- Auxopus
- Baptistonia
- Barbrodia
- Barkeria
- Barlia
- Bartholina
- Beloglottis
- Biermannia
- Bletilla
- Brassavola
- Brassia
- Bulbophyllum
- Calypso
- Catasetum
- Cattleya
- Cirrhopetalum
- Cleisostoma
- Clowesia
- Coelogyne
- Coryanthes – Кориантес
- Cymbidium
- Cyrtopodium
- Cypripedium
- Dactylorhiza – Дактилориза
- Dendrobium
- Disa – Диса
- Dracula
- Encyclia
- Epidendrum
- Epipactis – Дремник
- Eria
- Eulophia
- Gongora
- Goodyera
- Grammatophyllum
- Gymnadenia
- Habenaria
- Herschelia
- Laelia
- Lepanthes
- Liparis
- Ludisia
- Lycaste
- Masdevallia
- Maxillaria
- Meliorchis
- Mexipedium
- Miltonia
- Mormodes
- Odontoglossum
- Oeceoclades
- Oncidium
- Ophrys – Пчелица
- Orchis – Салеп
- Paphiopedilum
- Paraphalaenopsis
- Peristeria
- Phaius
- Phalaenopsis
- Pholidota
- Phragmipedium
- Platanthera – Платантера
- Pleione
- Pleurothallis
- Promenaea
- Pterostylis
- Renanthera
- Renantherella
- Restrepia
- Restrepiella
- Rhynchostylis
- Roezliella
- Saccolabium
- Sarcochilus
- Satyrium
- Selenipedium
- Serapias
- Sophronitis
- Spiranthes
- Stanhopea – Станхопея
- Stelis
- Thrixspermum
- Trias
- Trichocentrum
- Trichoglottis
- Vanda – Ванда
- Vanilla – Ванилия
- Zeuxine
- Zygopetalum

## Други
На орхидеята е наречена улица в квартал „Горна баня“ в София (Карта).